# Cora Huber
Cora Huber (ur. 8 kwietnia 1981 w Chamie) – szwajcarska bobsleistka (dwójki), olimpijka, lekkoatletka – sprinterka.
Jako lekkoatletka biegała na dystansach płaskich 60 metrów, 100 metrów, 200 metrów, 400 metrów oraz płotkarskich na  60 metrów, 100 metrów i 400 metrów.
Wystąpiła w kilkudziesięciu zawodach Pucharu Świata w bobslejach.

## Osiągnięcia

### Lekkoatletyka
- Halowa mistrzyni Szwajcarii w biegu na 400 metrów (2005)

### Bobsleje
- Uczestniczka:
  - igrzysk olimpijskich (2006 – 10. miejsce)
  - mistrzostw świata (2007 – 12. miejsce z Isabel Baumann, 2008 – drużynowe – 6. miejsce z Danielem Maechlerem, Danielem Schmidem, Sabiną Hafner, Jessicą Kilian, Markusem Luethi, 2009 – 15. miejsce z Fabienne Meyer i Gilardoni Mariną)[1][2][3]
- 1. miejsce w Pucharze Europy w dwójkach (20.01.2008 z Isabel Baumann)[4]
- 2. miejsce w Pucharze Europy w dwójkach (19.11.2009, 21.11.2009, 3.12.2009, 5.12.2009 z Isabel Baumann)[5][6][7][8]
- 3. miejsce w Pucharze Europy w dwójkach (20.11.2008 z Isabel Baumann)[9]

## Lekkoatletyczne rekordy życiowe

### Stadion
- 100 metrów – 12,04 – Fribourg (15.08.2004)
- 200 metrów – 24,45 – Lugano (30.07.2000)
- 300 metrów – 39,34 – Cham (30.04.2005)
- 400 metrów – 55,56 – Fribourg (15.08.2004)
- 100 metrów przez płotki – 13,68 – Lucerna (14.06.2005)
- 300 metrów przez płotki – 42,92 – Meilen (11.07.2004)
- 400 metrów przez płotki – 59,97 – Berno (3.07.2005)

### Halowe
- 60 metrów – 7,72 – Magglingen (1.03.2003)
- 200 metrów – 25,20 – Magglingen (5.02.2005)
- 400 metrów – 55,76 – Magglingen (20.02.2005)
- 60 metrów przez płotki – 8,56 – Magglingen (12.02.2005)